# Солриамфетол
Солриамфетол  — лекарственный препарат для лечения гиперсомнии. Одобрен для применения: США (2019).

## Механизм действия
Производное фенилаланина. Ингибитор обратного захвата дофамина и норадреналина.

## Показания
Гиперсомния у взрослых пациентов с нарколепсией или обструктивным апноэ во сне.

## Способ применения
1 раз в день сразу после пробуждения.